# Lombardrente
De lombardrente is de rente die banken aan elkaar vergoeden, wanneer zij van elkaar geld lenen zonder voorwaarden (de zogenaamde marginale beleningsfaciliteit).
De rentevergoeding voor zo'n lening is de maximale rente die banken elkaar in rekening kunnen (en mogen) brengen. De lombardrente wordt het meest toegepast tussen de centrale banken of de ECB en algemene banken van een land.
Het woord lombard is afgeleid van de Lombarden, zie hiervoor het artikel lommerd.